# Eumops patagonicus
Eumops patagonicus är en fladdermus i familjen veckläppade fladdermöss som förekommer i södra Sydamerika. Populationen infogades fram till 1990-talet i Eumops bonariensis. Arterna skiljer sig i sina genetiska egenskaper och i några morfologiska detaljer.

## Utseende
Arten har allmänt samma utseende som andra släktmedlemmar. Den når en kroppslängd (huvud och bål) av 54 till 74 mm, en svanslängd av 27 till 43 mm och en vikt av 7 till 16 g. Underarmarna är 40 till 47 mm långa, bakfötternas längd är 7 till 11 mm och öronen är 18 till 23 mm stora. Håren på ovansidan är vita vid roten och bruna vid spetsen vad som ger ett rödbrunt till gråbrunt utseende. Vid undersidan är håren vid basen mörkbruna till ljusbruna och ljusgråa vid spetsen. Typisk är en kort och bred tragus i örat.

## Utbredning
Denna fladdermus lever i södra Bolivia, södra Paraguay och fram till centrala Argentina. En liten avskild population finns längre söderut väster om Rawson. Endast denna population lever i Patagonien. Kanske når arten sydöstra Brasilien och Uruguay. Några individer hittades i södra Peru.

## Ekologi
Exemplaren vistas i skogar och i andra fuktiga landskap. De besöker ibland människans samhällen och vilar under hustak eller i trädens håligheter. Jakten på insekter sker ofta över vattendrag. I Paraguay hittades dräktiga honor i september och oktober (våren på södra jordklotet). I januari samt mellan april och augusti fanns inga tecken för fortplantningsaktiviteter. Skriket som används för ekolokaliseringen har en låg frekvens och det kan höras av några människor.

## Hot
I regionen Gran Chaco påverkas beståndet av skogsröjningar. Hela populationen anses vara stabil. IUCN listar arten som livskraftig (LC).